# Sascha Horvath
Sascha Horvath (Vienna, 22 agosto 1996) è un calciatore austriaco, centrocampista del LASK.

## Caratteristiche tecniche
È un centrocampista completo, dotato di grande personalità, abile negli assist e con una buona visione di gioco; è stato paragonato all'argentino Manuel Lanzini.

## Statistiche

### Presenze e reti nei club
Statistiche aggiornate al 14 ottobre 2017.
| Stagione              | Squadra               | Campionato            | Campionato | Campionato | Coppe nazionali | Coppe nazionali | Coppe nazionali | Coppe continentali | Coppe continentali | Coppe continentali | Altre coppe | Altre coppe | Altre coppe | Totale | Totale | Totale |
| Stagione              | Squadra               | Comp                  | Pres       | Reti       | Comp            | Pres            | Reti            | Comp               | Pres               | Reti               | Comp        | Pres        | Reti        | Pres   | Reti   |        |
| --------------------- | --------------------- | --------------------- | ---------- | ---------- | --------------- | --------------- | --------------- | ------------------ | ------------------ | ------------------ | ----------- | ----------- | ----------- | ------ | ------ | ------ |
| 2013-2014             | Austria Vienna        | BL                    | 12         | 0          | CA              | -               | -               | UCL                | -                  | -                  | -           | -           | -           | 12     | 0      |        |
| 2014-2015             | Austria Vienna        | BL                    | 2          | 0          | CA              | -               | -               | -                  | -                  | -                  | -           | -           | -           | 2      | 0      |        |
| Totale Austria Vienna | Totale Austria Vienna | Totale Austria Vienna | 14         | 0          |                 | -               | -               |                    | -                  | -                  |             | -           | -           | 14     | 0      |        |
| 2015-2016             | Sturm Graz            | BL                    | 25         | 4          | CA              | 2               | 0               | UEL                | 1                  | 0                  | -           | -           | -           | 28     | 4      |        |
| 2016-2017             | Sturm Graz            | BL                    | 22         | 0          | CA              | 1               | 0               | -                  | -                  | -                  | -           | -           | -           | 23     | 0      |        |
| Totale Sturm Graz     | Totale Sturm Graz     | Totale Sturm Graz     | 47         | 4          |                 | 3               | 0               |                    | 1                  | 0                  |             | -           | -           | 51     | 4      |        |
| 2017-2018             | Dinamo Dresda         | ZL                    | 4          | 1          | CG              | 1               | 0               | -                  | -                  | -                  | -           | -           | -           | 5      | 1      |        |
| Totale carriera       | Totale carriera       | Totale carriera       | 65         | 5          |                 | 4               | 0               |                    | 1                  | 0                  |             | -           | -           | 70     | 5      |        |

## Palmarès

### Club

#### Competizioni nazionali
- Campionato austriaco: 1

Austria Vienna: 2012-2013